# Platypodium
Platypodium är ett släkte av ärtväxter. Platypodium ingår i familjen ärtväxter.
Kladogram enligt Catalogue of Life:
| Platypodium | \| \| Platypodium elegans \| \| \| \| \| \| Platypodium viride \| \| \| \| |
|             | \| \| Platypodium elegans \| \| \| \| \| \| Platypodium viride \| \| \| \| |
|             | Platypodium elegans                                                        |
|             |                                                                            |
|             | Platypodium viride                                                         |
|             |                                                                            |

## Bildgalleri

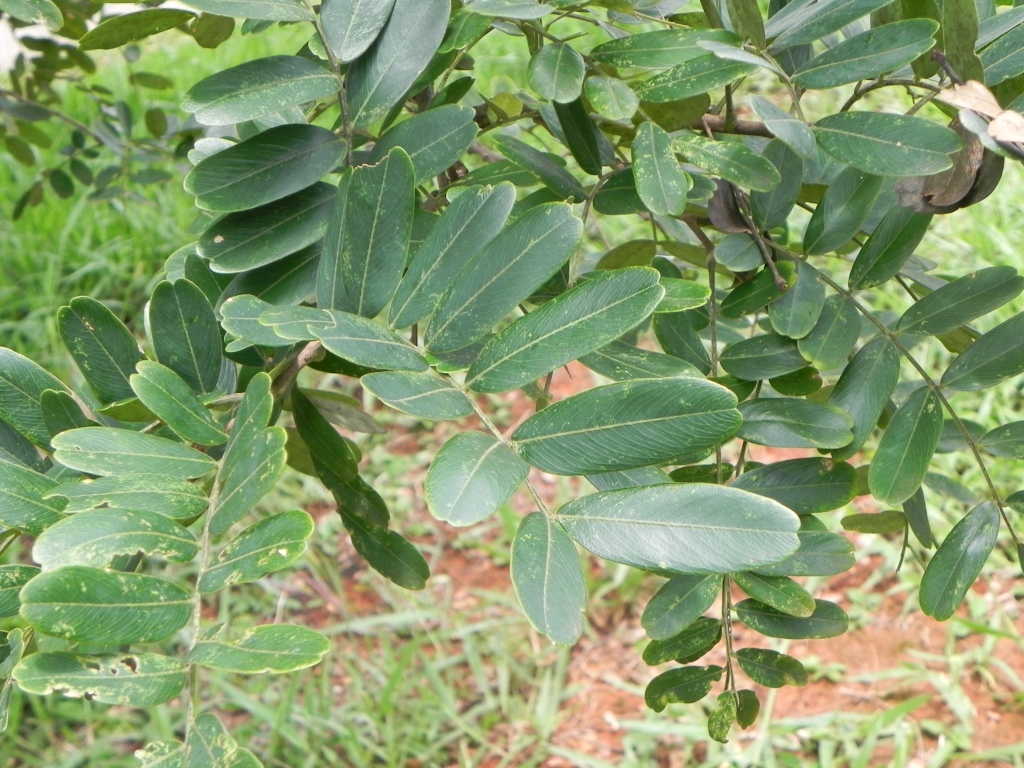
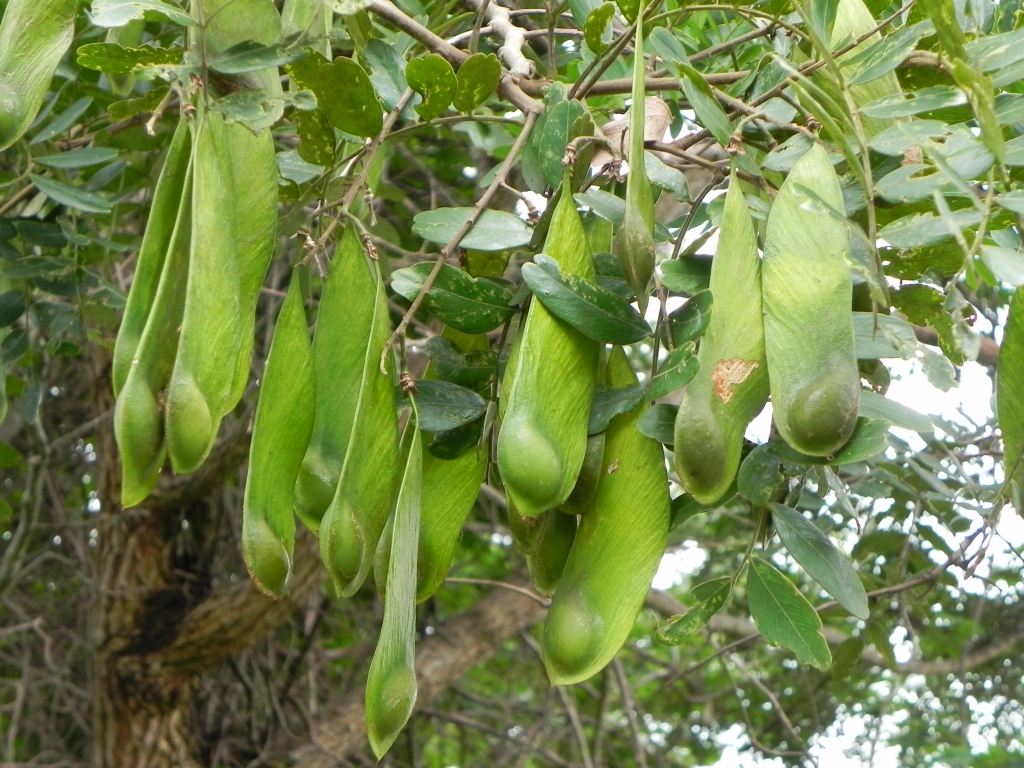
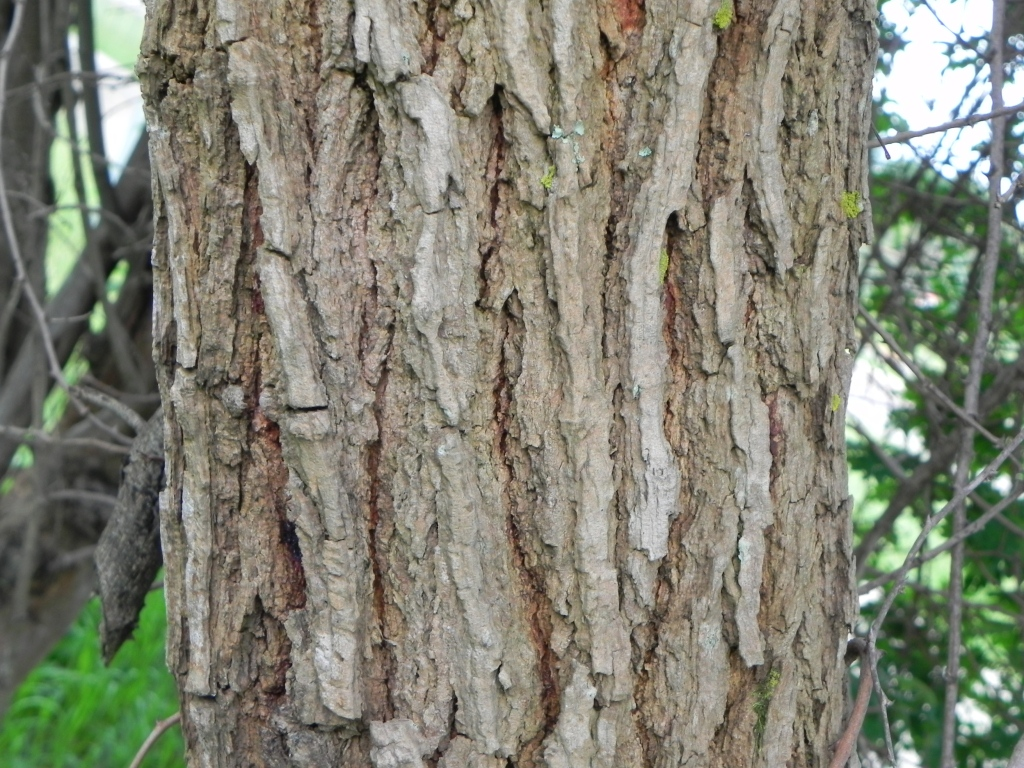
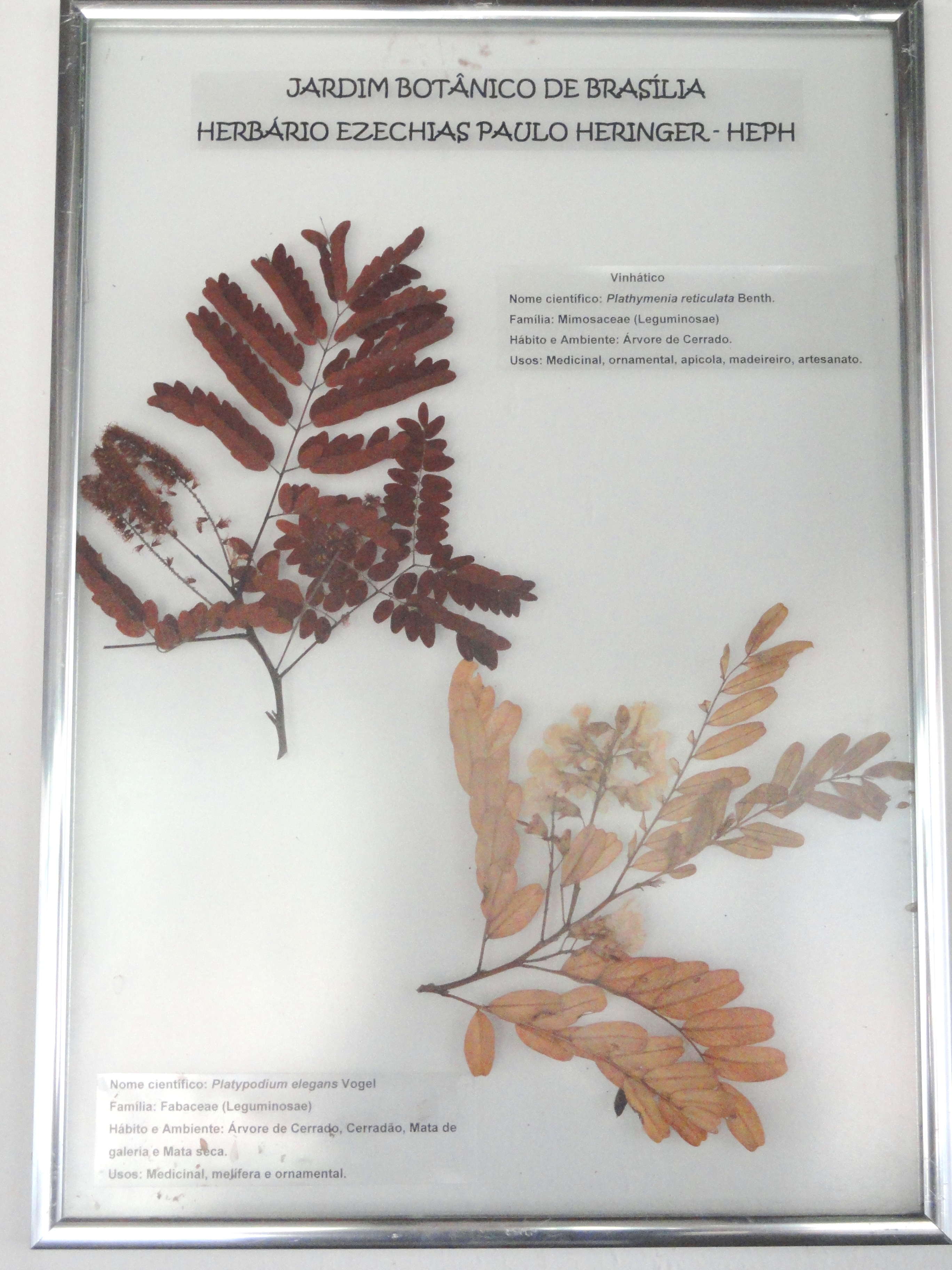